# ʿīd al-aḍḥā

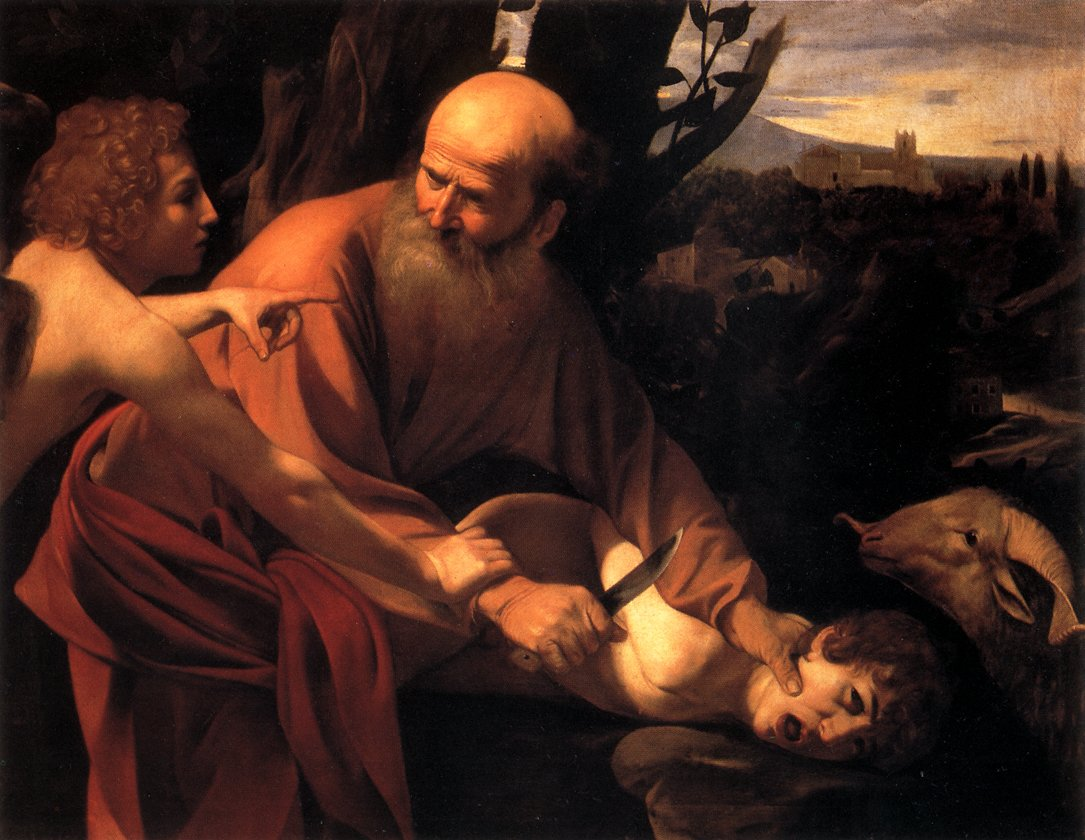
Il sacrificio ordinato da Dio ad Abramo per metterlo alla prova è alla base del rito sacrificale islamico dell'ʿīd al-aā (Michelangelo Merisi, detto il Caravaggio: Il sacrificio di Isacco, Galleria degli Uffizi, Firenze).

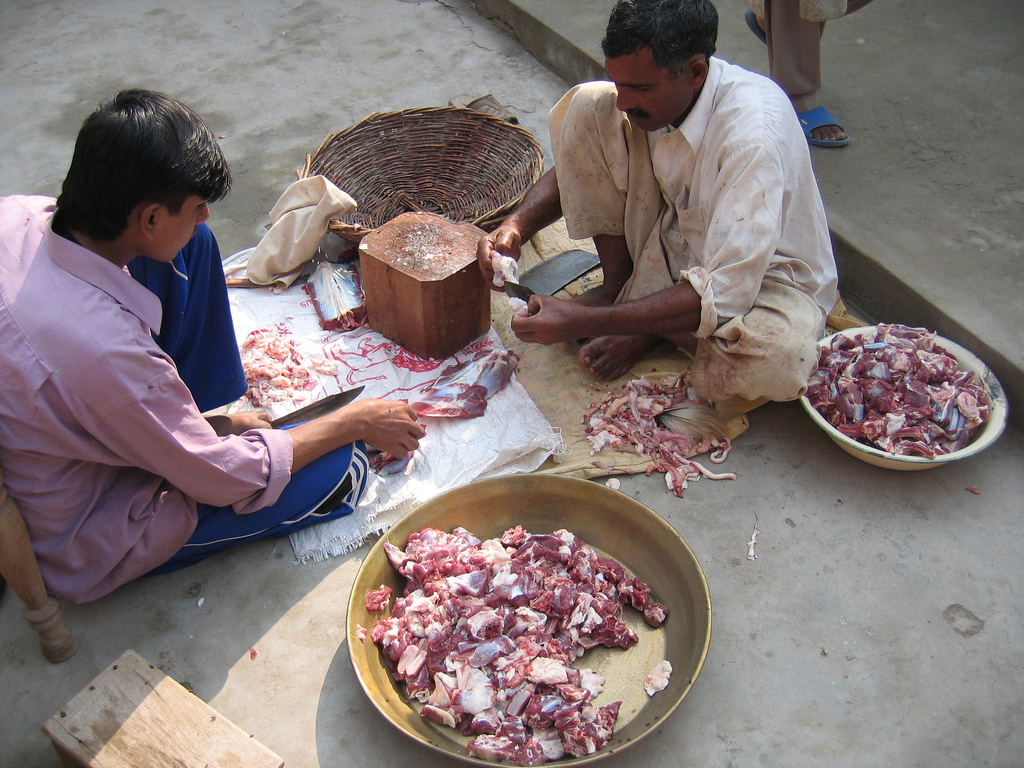
Distribuzione rituale di carne in Pakistan.

Nell'Islam, la ʿīd al-aḍḥā (in arabo عيد الأضحى‎?, "festa del sacrificio"), nota anche come ʿīd al-naḥr (in arabo عيد ﺍﻟﻨﺤر‎?, "festa dello sgozzamento") oppure ʿīd al-qurbān (in arabo عيد ﺍﻟﻘﺮﺑﺎﻥ‎?, "festa dell'offerta [a Dio]"), è la festa celebrata ogni anno nel mese lunare di Dhū l Ḥijja, in cui ha luogo il pellegrinaggio canonico, detto ḥajj.
La festa, che può localmente essere ricordata anche con altre definizioni, ha luogo il 10 Dhū l Ḥijja o nei tre immediati giorni successivi (11-12-13 Dhū l-Ḥijja, detti "ayyām al-tashrīq"), in tutto il mondo islamico. In tali giorni una norma islamica vieta qualsiasi tipo di ascesi e di digiuno, essendo considerati questi i "giorni della letizia".
La parola aḍḥā deriva dalla radice araba <Ḍ-Ḥ-Y>, che richiama il significato di "sacrificare", e si ricollega al ricordo delle prove che sarebbero state superate dal profeta Ibrāhīm e dalla sua famiglia, formata nel caso specifico da Hāgar e dal loro figlio Ismaele/Ismāʿīl.
In Malaysia e Indonesia la festa è indicata come Hari Raya ('giorno di festa') o, più specificamente, Hari Raya Haji, mentre nell'Africa occidentale come Tabaski.
Il sacrificio rituale che si pratica nel corso della festività ricorda il sacrificio sostitutivo effettuato con un montone da Abramo/Ibrāhīm, del tutto obbediente al disposto divino di sacrificare il figlio a Dio Ismaele/Ismāʿīl prima di venire fermato dall'angelo. È quindi per eccellenza la festa della fede e della totale e indiscussa sottomissione a Dio (islām).
In teoria, nel giorno della ʿīd al-aḍḥā, i musulmani sacrificano come Abramo un animale - detti uḍḥiya (in arabo أضحية‎?) o qurbānī - che, secondo la sharīʿa, deve essere fisicamente integro e adulto e può essere soltanto un ovino, un caprino, un bovino o un camelide; negli ultimi due casi è possibile sacrificare un animale per conto di più persone, fino a sette. L'animale viene ucciso mediante sgozzamento, con la recisione della giugulare che permetta al sangue di defluire, visto che per la legislazione biblica e coranica il sangue è sacro ed è quindi proibito mangiarne. La cerimonia dello sgozzamento avviene il giorno 10 o nei tre giorni seguenti, nel periodo di tempo (waqt) compreso fra la fine della preghiera del mattino e l'inizio della preghiera del pomeriggio. Viene sgozzato da un uomo, che deve essere in stato di purità legale (ṭahāra), pronunciando un takbīr, ovvero la formula: «Nel nome di Dio! Dio è il più grande».
La carne viene divisa preferibilmente in tre parti uguali, una delle quali va consumata subito tra i familiari, mentre la seconda va conservata e consumata in seguito e la terza viene destinata ai poveri della comunità, che non hanno i mezzi economici per acquistarne.
Nel caso concreto tuttavia, visto l'enorme numero di pellegrini (contingentato dalle autorità saudite a 2 milioni ogni anno) e l'impossibilità pratica di dar corso a una vera e propria mattanza di dimensioni straordinarie nelle zone del hajj, il pellegrino sottoscrive per lo più preventivamente la spesa necessaria per l'acquisto della vittima sacrificale, che, in caso di minori disponibilità finanziarie, può essere un animale di minor valore economico e di taglia più piccola di un montone. Esso sarà macellato ritualmente in appositi stabilimenti da personale specializzato e stipendiato, in grado di lavorare la carne edibile e di conservarla, al fine di inoltrarle poi in quei paesi (islamici) che abbiano sofferto di carestie o di danni bellici o che versino comunque in precarie condizioni economiche.
Per quanti non partecipino al rito del Ḥajj, l'ʿīd al-aḍḥā inizia con una breve preghiera nella moschea, preceduta da un corale takbīr e seguita da un sermone (khuṭba). A tale insieme di cerimonie partecipano uomini e donne e spesso i bambini (che non avrebbero alcun obbligo a celebrare tale festa, essendone esonerati, perché non ancora puberi) che, per l'occasione altamente festiva, usano indossare i loro migliori abiti.